# 排满
排滿即反满，或稱作排滿思潮、排滿主義等，是非满洲人士对于清朝時期满洲统治或其文化的排斥和反抗。即反清運動的一種形式。
反滿思想贯彻清朝始终，清末時革命黨人因不滿清廷的民族壓迫和民族岐視政策而提出並鼓動的一種漢民族主義思潮，是革命黨人的主要口號、目的和指導思想。革命黨人主張满清取代明朝政權是外族滅亡「中國」，漢人必須推翻野蠻的外族对中國的统治、光复华夏政權，用興中會入會誓詞的話說就是「驅除韃虜，恢復中華」。也有說法指出，晚清「反滿」表面上是反抗民族壓迫，實質上是反政府、反對既得利益集團的階級鬥爭。晚清年青人中的排滿思想，其代表著作為年僅十九歲的留日學生鄒容所寫的《革命軍》，使用強烈的情緒性、煽動的語言來提倡反滿革命，例如「消滅五百萬野蠻滿人，洗刷二百六十年來受滿人迫害之恥辱，使中國再度的澄淨」。《革命軍》發行量達到百萬本，對許多年輕知識分子造成很大影響。支持清朝的立憲派人士，如梁啟超等人，則提出中華民族主義思想，主張五族共和，希望中國所有民族融合成單一“中華民族”。武昌起義後，革命黨人迅速地由“排滿”革命轉向五族共和。
在非汉族群体之中也有反滿主张，如清代蒙古的反清活动和穆斯林在回亂时对于八旗兵进行的“圣战”，均立足于推翻来自满洲贵族的异族统治。

## 反满兴汉
中國大陸學者通常認為辛亥革命早期的「驅逐韃虜」主張被詮釋為帶有早期排满兴汉的「大汉族主义」。然而在清朝早期，欧洲传教士就观察到当时汉地人民对满清征服的强烈抵抗，《鞑靼战纪》中写道人们“为了保护他们的头发和服装所表现出来的悲愤和战斗的勇气，甚于保护他们的国家和皇帝。他们往往宁愿掉脑袋也不愿遵从鞑靼风俗”。
革命党人的排满主义宣传引起满汉矛盾与对立，推動排满革命，排满宣传对于辛亥革命起了明顯的鼓动作用。孙中山讲「革命者志在排满而兴汉，保皇者志在扶满而臣清」，批评罗泽南、曾国藩、左宗棠、郭嵩焘等「陷於」淸政府「以汉攻汉之策」，帮助镇压太平天国，「号称学者，终不明春秋大义」。1904年，在《中国问题的真解决》一文中，他稱满洲人是「野蛮民族」，中国革命「将满洲鞑子从我们的国土上驱逐出去」。章太炎也说：「举一纲而众目张，惟排满为其先务。」，更有分裂中國實現汉地十八省独立建国的思想：「若满洲政府自知不直，退守旧封，以复靺鞨金源之迹，凡我汉族，当与满洲何怨？以神州之奥博，地邑民居，殷繁至矣，益之东方三省，愈泯棼不可理。若以汉人治汉，满人治满，地稍迫削，而政治易以精严」。「如吾前所举民主政体成立之四因，吾国实有其三焉：（一）十八省得天然之地势，远胜美之十三州，以地理论可独立而民主也；……」。
革命黨人的排滿興漢思潮，既沿襲了傳統中國的「華夷之辨」，又借用了近代西方的民族主义，煽動漢族人排滿。排满兴汉思想经革命党人如陈天华、邹容宣扬而深入人心。1910年，武昌陆军第三中学的席正铭、易正柏等人组建黃汉光复党，宗旨为光复炎黄子孙地位和汉族固有河山，与武汉各革命团体密切联络，志在推翻满清王朝。革命军多用扬州十日和嘉定三屠激发汉人加入自己的队伍，又鼓励原为效忠清政府的汉人归顺，说“满政府乃马贼之遗孽，凡我汉族同胞必当仇视者也。”並给薪水重赏投诚者。如“已投顺之李南生每月给薪水一百两，其他二十人每月给薪水八两”。武昌起义时，汉口的市民听说武昌开来了军队，不约而同地大放鞭炮，夹道欢迎，无数群众高呼「杀尽胡儿」、「兴汉灭满」的口号。
面对排满宣传及排满行动，部分满洲贵族采取排斥汉族官员及防备新军的做法，進一步加剧了满汉矛盾。革命党纠正宣传中的偏颇，调整革命初期的错误做法，但革命进程中旗人和非旗人受到不同程度的伤害，例如起義軍在國內多處對滿人進行屠殺，旗人不分老幼婦孺均遭殺害，還有「操北音者（包括旗人以外的北方人）即被殺」的情況發生，導致有不少非旗人遇害，引起部分滿人欲實行報復漢人的舉措。在北京，辛亥年九月初五日，八旗學堂學生及旗制處人員聯合禁衛軍進行秘密會議，認為漢人排滿氣勢洶洶，與其坐以待斃，不如先將京中漢人屠盡然後自殺，會場氣氛激烈，民部尚書桂春也非常贊同。後來被漢族大員知曉並向朝中官員匯報才得以遏制。滿洲親貴欲讓禁軍殺害民人的傳聞使北京的民人驚恐萬分，紛紛出逃。太原府被革命軍佔領後，有許多滿人被殺，北京城城內的漢人擔心滿人報復，又成群出逃。

### 革命党宣傳
革命党人將太平天国革命的性质认定为民族革命，大肆宣传太平天国的民族革命传统，故清末革命党人多利用太平天国来进行反满宣传，甚至創造偽書，例如：
- 當時有洪秀全拜谒明太祖陵的說法流行，然而洪秀全一向不赞成天地会反清复明的主张，但因清末革命黨人將朱元璋、洪秀全為其民族革命的兩大先驅，便相信洪秀全拜謁明太祖陵的故事；
- 南社詩人高旭偽撰石達開詩作20首，並刊行《石達開遺詩》一書，一時廣為流布。另一位南社成員胡懷琛亦託名太平天國黃公俊作詩多首，後來胡本人承認黃公俊其人其詩皆係他一手捏造，目的就是為了鼓吹反滿革命。這些革命宣傳的效果，直至很多年後還能看出端倪。1929年，有人撰文指出，從石達開詩中可以看到兩種主義，一是太平天國絕對的堅持民族主義，二是太平天國絕對的表現英雄主義。
- 清朝末期在日本東京的革命黨人編寫了《滅漢種策》一書，該書是革命黨人假託滿人口吻編寫的革命宣傳品，目的在於動員民眾仇視滿人，以實現「驅逐韃虜，恢復中華」的目標[23]。澳大利亚汉学教授凯大熊指出，在清朝滅亡一個世紀後，《滅漢種策》一書重新流行並在網上流傳，並且被一些人包括漢服運動支持者視為「滿族長期以來企圖對漢族實行種族滅絕」的證明[24]。

### 評論
學者周有光表示：「國民黨歌頌太平天國，因為他反對滿清；共產黨歌頌太平天國，因為他是農民革命。2000年的電視劇《太平天國》，暴露一些太平天國的倒行逆施。 《辭海》原稱“太平天國革命”後來改為“太平天國運動”。全球化正在促使我們也重新認識歷史。」
北京大学历史学系教授刘浦江指出，「除去革命黨人偽造的太平天國文獻以及出自文學作品中的某些詩文之外，真正靠得住的其實只有起事之初以楊秀清、蕭朝貴二人名義發布的《奉天討胡檄》。後人往往將這篇檄文與朱元璋《諭中原檄》相提並論，視為太平天國民族革命的一個重要像徵。如蕭公權謂此文“以較朱元璋之諭中原，詞氣激揚，殆無遜色，吾人如謂朱檄為中華民族革命之第一聲，此足為其鏗谹之嗣響”。蕭一山亦稱此檄文“重在排滿，未多倡教，用語頗類明太祖之討元檄文，可見太平起義，仍以民族主義為號召，與天地會之反清革命如出一轍也”。」
由於受到反滿情緒以及歐洲近代民族國家觀念的影響，當時有人只承認漢族所居的「十八行省」為「中國」，認為「中國歷史者，漢人之歷史也」，宣稱「西藏、回部、蒙古三荒服、則任其去來也」，甚至覺得「日親滿疏」。當時有人甚至覺得為了革命成功，可以滿蒙之地送給日本，中國建國在長城之內。
近代中國歷史學家傅斯年在九一八事變後，專駁日本學者的「滿蒙非中國論」，並收錄於其書中。1934年，中国历史学家顧頡剛發文指出：「我們的東鄰（日本）蓄意侵略我們，造了本部一名來稱呼我們的十八省，暗示我們邊陲之地不是原有的，我們這群傻子居然承受了他們的麻醉」。

## 其他民族的反滿活动
在蒙古汗室被满清覆灭之后，漠南蒙古的腾机思、布尔尼等先后叛离清朝，但均被其击败。清朝与厄鲁特蒙古准噶尔汗国的战争更持续了百年，期间青衮杂卜在喀尔喀蒙古发动的撤驿之变一度造成清朝在漠北统治的危机，最终外蒙古在辛亥革命时驱逐满清官吏，并恢复独立。
从大小和卓开始，新疆的突厥语穆斯林对满清反抗不断，张格尔和阿古柏先后打着驱逐异教徒，建立伊斯兰统治的旗号进攻南疆，战争期间对于不愿意皈依伊斯兰教的投降八旗兵往往杀戮殆尽。同治年间，陕甘和云南的回族穆斯林也纷纷打出反清旗号，号召推翻满清。